# Quantuck Bay
Die Quantuck Bay ist eine Bucht, die vor Long Island, Suffolk County New York liegt und an den Ort Quogue und das Quogue Wildlife Refuge (QWR) grenzt.

## Mikroökologie der Bucht
Wiederholt in der Bucht auftretende Algenblüten (Braune Tiden, englisch brown tides) gaben Anlass zu eingehenden mikrobiologischen Untersuchungen des Wassers. Die Braunen Tiden wurden, wie seit 1985 in den Ästuaren des Mittelatlantiks beobachtet, durch die Mikroalge Aureococcus anophagefferens verursacht. Diese hatte man früher wegen ihrer Farbe zu den Goldbraunen Algen klassifiziert, sie ist aber mit diesen nur verwandt ist und gehört nicht direkt zu ihnen.
Ein häufig betroffener photosynthetischer Organismus ist Seegras (englisch eelgrass), das eine wichtige Nahrungsquelle und Lebensraum für viele Kleinlebewesen im Wasser ist.
Die Untersuchungen mündeten im Jahr 2008 in der Beschreibung des Aureococcus-anophagefferens-Virus oder auch englisch Brown tide virus genannten Riesenvirus, das diese Algen infiziert. Diese Virusart wurde, nachdem die taxonomischen Fragen geklärt waren, im April 2023 vom ICTV offiziell als Kratosvirus quantuckense in der Virusfamilie Schizomimiviridae bestätigt.
Die Algenviren sind deshalb von Interesse, weil sie durch Lyse ihrer Wirtszellen eine Blüte zum Erliegen bringen können.